# Bert Jansch
Herbert "Bert" Jansch, född 3 november 1943 i Glasgow, död 5 oktober 2011 i Hampstead, London, var en brittisk (skotsk) folkmusiker och sångare. Han var medgrundare och långvarig medlem av folkrockbandet Pentangle. Både Neil Young och Jimmy Page har angett Jansch som en viktig influens.